# Chionea (Chionea) olympiae
Chionea (Chionea) olympiae is een tweevleugelige uit de familie steltmuggen (Limoniidae). De soort komt voor in het Palearctisch gebied.